# KZ Althammer

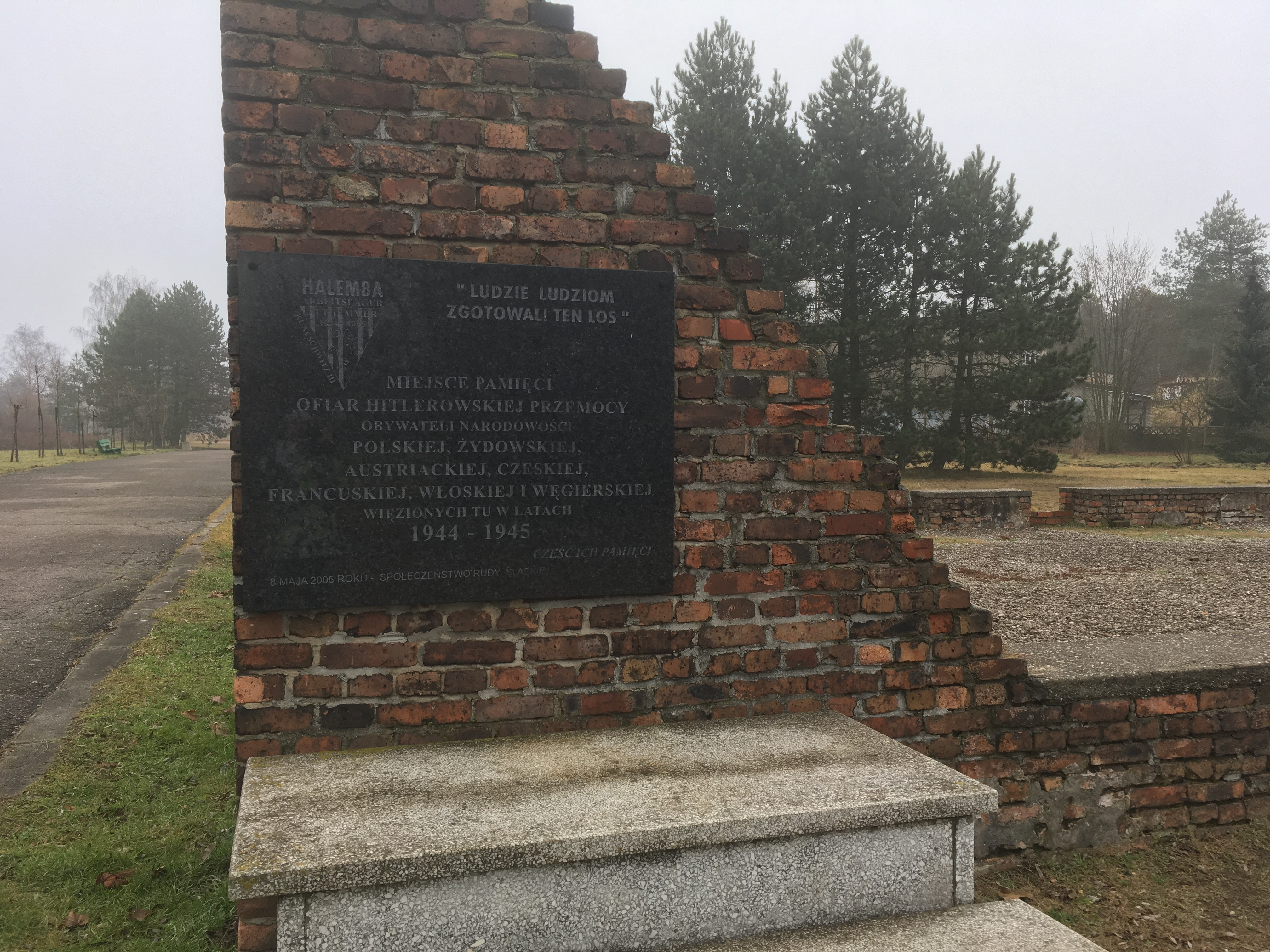
Gedenktafel auf dem einstigen Lagergelände

Das Konzentrationslager Althammer war eines der zahlreichen um die beiden Stammlager des Konzentrationslagers Auschwitz errichteten Außen- oder Nebenlager. Es befand sich in Stara Kuźnia bei Halemba, ca. zehn Kilometer westlich der polnischen Stadt Katowice. Johann Mirbeth war Kommandant des Lagers.
Das Konzentrationslager wurde im September des Jahres 1944 von der SS errichtet. Es sollte dazu dienen, billige Arbeitskräfte zur Errichtung eines Wärmekraftwerkes zu liefern. Aus diesem Grunde wurden 486 jüdische Gefangene in den Baracken des Lagers untergebracht. Die Mehrzahl stammte aus dem Ghetto Lodz, aber auch Gefangene aus Ungarn, Frankreich und Griechenland wurden nach Althammer (poln. Stara Kuźnia) deportiert. Im Lager internierte deutsche Gefangene besaßen eine privilegierte Position und befanden sich auf einer höheren Stufe der Gefangenenhierarchie.
Die Behandlung der Gefangenen war extrem schlecht. Sie wurden misshandelt und waren unterernährt. Meist waren sie mit Bau- und Transportarbeiten beschäftigt. Ihre Situation wurde durch die fast nicht vorhandene Mechanisierung der Arbeit extrem erschwert. Außerdem fehlte notwendige Arbeitsschutzbekleidung. 30 Prozent der Inhaftierten erkrankten schwer. Typhus brach im Lager aus. Die Ermordung von Inhaftierten durch Wachpersonal blieb straflos und selbst Lagerkommandant Mirbeth hat Gefangene eigenhändig gefoltert und getötet.
Am 19. Januar 1945 fand die teilweise „Evakuierung“ des Lagers statt. Für etwa 400 Gefangene begann ein Todesmarsch in Richtung Gleiwitz. Das Ziel sollte das KZ Mittelbau sein. Gefangene, die zu erschöpft waren, um den Todesmarsch überhaupt zu beginnen, wurden zum überwiegenden Teil erschossen. Viele Häftlinge erreichten dieses KZ nicht, da die geschwächten Personen unterwegs von ihren Bewachern erschossen wurden.